# Протопланетарен диск
Протопланетарен диск е въртящ се околозвезден диск от гъст газ и прах около новообразувана звезда, звезда от тип Т Телец или звезда на Хербиг Ae/Be, от който впоследствие се образуват планети. Протопланетарният диск може да се счита и за акреционен диск на самата звезда, тъй като газ и друг материал може да изпада от вътрешния ръб на диска към повърхността на звездата. Процесът не бива да се бърка с процеса на акреция, чрез който се образуват самите процеси.
През юли 2018 г. е докладвано първото потвърдено изображение на протопланетарен диск, съдържащ зараждащатa се екзопланета PDS 70b.

## Образуване
Протозвездите се образуват от молекулярни облаци, съставени главно от молекулярен водород. Когато част от молекулярен облак достигне критичен размер, маса или плътност, тя претърпява колапс под собствената си гравитация. Докато този свиващ се облак става все по-плътен, произволното движение на газовете в облака определя посоката на момента на импулса му. Запазването на момента на импулса кара въртенето да нараства, а радиусът на облака да се смалява. Това въртене кара облака да се сплеска до формата на диск. Това настъпва, защото центростремителната сила от орбиталното движение устоява на гравитационното дърпане на звездата само в радиална посока, но облакът може да търпи колапс във вертикална посока. Резултатът от това е образуването на тънък диск, поддържан от налягането на газа във вертикална посока. Първоначалният колапс отнема около 100 000 години. След този етап звездата достига повърхностна температура, сходно с тази на звезда от главна последователност и става по-видима. Акрецията на газ върху звездата продължава в течение на още 10 милиона години, преди дискът да изчезне напълно, вероятно изхвърлен от звездния вятър на младата звезда. Най-старият открит протопланетарен диск е на 25 милиона години. Протопланетарните дискове са тънки структури, като обичайната им височина е много по-малка от радиуса им, а обичайната им маса е много по-малка от тази на звездата в центъра им. Протопланетарните дискове имат радиус, достигащ 1000 au, а най-вътрешната им част достига температура 1000 K. Много често са придружавани от релативистична струя.
Протопланетарни дискове са наблюдавани около няколко млади звезди в нашата галактика. Данните на телескопа Хъбъл показват протопланетарни дискове в мъглявината Орион.
Масата на протопланетарния диск е съставена главно от газ, но наличието на прах и зърна играе важна роля в еволюцията му. Тези частици пазят средната равнина на диска от високоенергийното лъчение в космоса, което иначе създава магниторотационна неустойчивост.
Счита се, че протопланетарните дискове включват турбулентна обвивка от плазма (активна зона), която обгражда широка област от неподвижен газ (мъртва зона). Мъртвата зона в средната равнина може да забави потока на материала през диска, което му пречи да достигне стабилно състояние.